# Tony Rodian
Tony Rodian (født Kaj Tonny Rodian Gress 13. november 1931 på Frederiksberg − 19. april 1995 smst.) var en dansk skuespiller.
Som elev af Hans Egede Budtz fik Rodian sin debut på Københavnerkroen som parodist i juli 1949. Hurtigt blev han afholdt, men skiftede alligevel til romantiske kabareter, bl.a. på Dyrehavsbakken og diverse varietéer og de første shows på tv. Han virkede også som konferencier og tv-vært. Han blev psykisk syg og alkoholiker, hvilket han ikke lagde skjul på.
I en periode var han gift med skuespillerinden Sigrid Horne-Rasmussen. Tony Rodian var bror til skuespillerinderne Helle Hertz og Lone Hertz samt onkel til Anders Peter Bro, Nicolas Bro, Laura Bro og Steen Stig Lommer, som alle er uddannede skuespillere.
Tony Rodian er begravet på Frederiksberg Ældre Kirkegård.

## Filmografi
- Sukceskomponisten (1954)
- Mig og min lillebror (1967)
- Den korte sommer (1976)
- I løvens tegn (1976)